# Chantepec
Chantepec, también conocida como El Chante, es una localidad situada a orillas del lago de Chapala en la región Sureste del estado mexicano de Jalisco, pertenece al municipio de Jocotepec. De acuerdo al censo del año 2020 tiene un total de 3765 habitantes.

## Localización
La localidad de Chantepec (El Chante), se localiza al oriente de la cabecera municipal de Jocotepec; se encuentra sobre las coordenadas 20°17′24″N 103°23′36″O / 20.29000, -103.39333; está a una altitud de entre 1540 a 1535 metros sobre el nivel del mar (m s. n. m.).

## Demografía
La población de Chantepec (El Chante) en 2020 fue de 3765 personas, 1914 mujeres y 1851 hombres, tiene una densidad de población de 1543 habitantes por kilómetro cuadrado.
La localidad cubre un área media total de 2.44 kilómetros cuadrados. El índice de fecundidad es de 4.42 hijos por mujer; el 2.63 por ciento de la población es analfabeta; tiene un grado promedio de escolaridad de 8.37 años.
La localidad en 1970 tenía alrededor de 895 habitantes.
| Gráfica de evolución de Chantepec entre 1970 y 2020 |
|                                                     |
| Instituto Nacional de Estadística y Geografía       |